# بنی عراب
بنی عراب یک منطقهٔ مسکونی در الجزایر است که در ناحیه ثنیه واقع شده‌است. بنی عراب ۴٫۸ کیلومتر مربع مساحت دارد ۲۳۰ متر بالاتر از سطح دریا واقع شده‌است.